# Вулик Паливоди
Вулик Паливоди — в народі прозваний «рогатим» за своєрідні обмежувальні планки, що заміняють фальц багатокорпусного вулика. Був розроблений Михайлом Паливодою та Констянтином Лецином (Богородчанський район, Івано-Франківська область) у 1995 році.
Класичний вулик «Паливоди» має вигляд 8-рамкового вулика товщиною дошки 22 мм який складається з 6 півкорпусів, даху та днища. Через простоту конструкції дозволяє виконувати різні маніпуляції для успішного пасічникування. Тому набув великої популярності в бджолярів в останнє десятиріччя.